# Lijst van rijksmonumenten in Appeltern
De plaats Appeltern telt 11 inschrijvingen in het rijksmonumentenregister. Hieronder een overzicht.
| Object                                                                                             | Oorspronkelijke functie? | Bouwjaar              | Architect | Locatie         | Coördinaten?                  | Nr.?   | Afbeelding                                            |
| -------------------------------------------------------------------------------------------------- | ------------------------ | --------------------- | --------- | --------------- | ----------------------------- | ------ | ----------------------------------------------------- |
| Stoomgemaal De Tuut, machinehuis                                                                   | Gemaal                   |                       |           | De Tuut 1       | 51° 49' 56" NB, 5° 35' 28" OL | 337994 | Stoomgemaal De Tuut, machinehuis                      |
| Stoomgemaal De Tuut, ketelhuis                                                                     | Industrie                |                       |           | De Tuut 1       | 51° 49' 56" NB, 5° 35' 28" OL | 338138 | Stoomgemaal De Tuut, ketelhuis                        |
| Stoomgemaal De Tuut, kolenloods                                                                    | Opslag                   |                       |           | De Tuut 1       | 51° 49' 56" NB, 5° 35' 28" OL | 338147 | Stoomgemaal De Tuut, kolenloods                       |
| Stoomgemaal De Tuut, machinistenwoning                                                             | Woonhuis                 | 1918 eerste steen     |           | De Tuut 2+3     | 51° 49' 55" NB, 5° 35' 27" OL | 338154 | Meer afbeeldingen                                     |
| Stoomgemaal De Tuut, gemetselde sluizen noord en zuid                                              | Waterkering en -doorlaat |                       |           | De Tuut         | 51° 49' 56" NB, 5° 35' 28" OL | 338159 | Stoomgemaal De Tuut, gemetselde sluizen noord en zuid |
| Sint-Servatiuskerk                                                                                 | Kerk en kerkonderdeel    | 1906-1907             |           | Maasdijk 24     | 51° 49' 53" NB, 5° 35' 8" OL  | 523081 | Meer afbeeldingen                                     |
| Dijkmagazijn                                                                                       | Opslag                   | 1875-1900             |           | De Tuut 19      | 51° 49' 46" NB, 5° 35' 59" OL | 523082 | Meer afbeeldingen                                     |
| Huis Appeltern                                                                                     | Woonhuis                 | 17e-19e eeuw          |           | Maasdijk 6      | 51° 49' 59" NB, 5° 35' 25" OL | 8193   | Meer afbeeldingen                                     |
| Zaalkerk                                                                                           | Kerk en kerkonderdeel    | 1858                  |           | Maasdijk 16     | 51° 49' 54" NB, 5° 35' 11" OL | 8194   | Zaalkerk                                              |
| Toren der hervormde kerk                                                                           | Kerk en kerkonderdeel    |                       |           | Maasdijk bij 16 | 51° 49' 53" NB, 5° 35' 11" OL | 8195   | Meer afbeeldingen                                     |
| Huis bestaande uit souterrain en bel-etage, gedekt door een pannen schilddak met bewerkte daklijst | Woonhuis                 | eerste kwart 19e eeuw |           | Walstraat 15    | 51° 50' 1" NB, 5° 35' 48" OL  | 8196   | Meer afbeeldingen                                     |